# 8407 Houlahan
8407 Houlahan è un asteroide della fascia principale. Scoperto nel 1995, presenta un'orbita caratterizzata da un semiasse maggiore pari a 2,2926965 UA e da un'eccentricità di 0,1286378, inclinata di 6,97327° rispetto all'eclittica.